# 주오코론신샤
주식회사 주오코론신샤(株式会社中央公論新社)는 일본의 출판사이다. 요미우리 신문 그룹 본사 산하에 있다. 약칭으로는 주코(中公)를 사용하고 있다.
본 항에서는, 구법인인 주식회사 주오코론샤(株式会社中央公論社)에 대해서도 설명한다.

## 연혁

### 주오코론샤 시대
1886년(메이지 19년)에 교토·니시혼간지의 유지가 모여 「반성회」(反省会)를 설립했는데, 주오코론신샤는 이 해에 창업한 것으로 보고 있다. 다음 해 1887년 반성회에서는 '반성회 잡지'를 창간했는데 후에 주오코론으로 개칭하였다.
1896년 도쿄로 이전하였고 1914년에 「주오코론샤」로 개명하였는데 사무소는 초대 사장인 마다 고노스케의 자택 내에 있었다. 1926년에 주식회사가 되었다.
'주오코론'은 다이쇼 데모크라시를 대표하는 종합잡지로 부수가 증가하였다. 1916년에는 《부인공론》을 창간하였다. 양 잡지 모두 제2차 세계대전 후에도 간행을 계속하였다.
1957년, 주오코론샤 편집국 사업부(자비출판부문)가 독립하여, 자회사로서 일본 최초의 주문제작 출판 전문회사인 주식회사 주오코론 사업출판을 창업하였다.
주오코론샤는 1990년대에 경영위기에 빠져서 요미우리 신문사(현· 요미우리 신문 도쿄 본사)가 구제에 나서, 1999년 요미우리 신문사의 전액 출자에 의해 주오코론신샤가 설립되어 영업을 양도받았다. 동시에 주오코론 출판사도 요미우리 그룹의 일원이 되었다. 이전의 주오코론샤는 1999년 2월 1일자로 주식회사 헤이세이 출판으로 상호를 변경하여, 같은 해 8월 23일에 해산하였다. 같은 해 12월 27일 에는 특별 청산을 개시하여 2001년 9월 1일에 청산이 종료되어 완전 소멸했다.
2015년 5월 7 일본사 기능이 구중앙공론사 시대부터 사용되어 온 주오구 교바시의 요미우리 중공 빌딩에서 지요다구 오테마치의 요미우리 신문 빌딩 19층으로 이전했다. 이전에 따라 명칭도 요미우리 야에스 빌딩으로 변경됐다.
2002년의 요미우리 그룹 재편에 의해 신설된 그룹 지주회사 요미우리 신문 그룹 본사의 자회사가 되었다. 자사 빌딩도 재건축되었다.

## 잡지

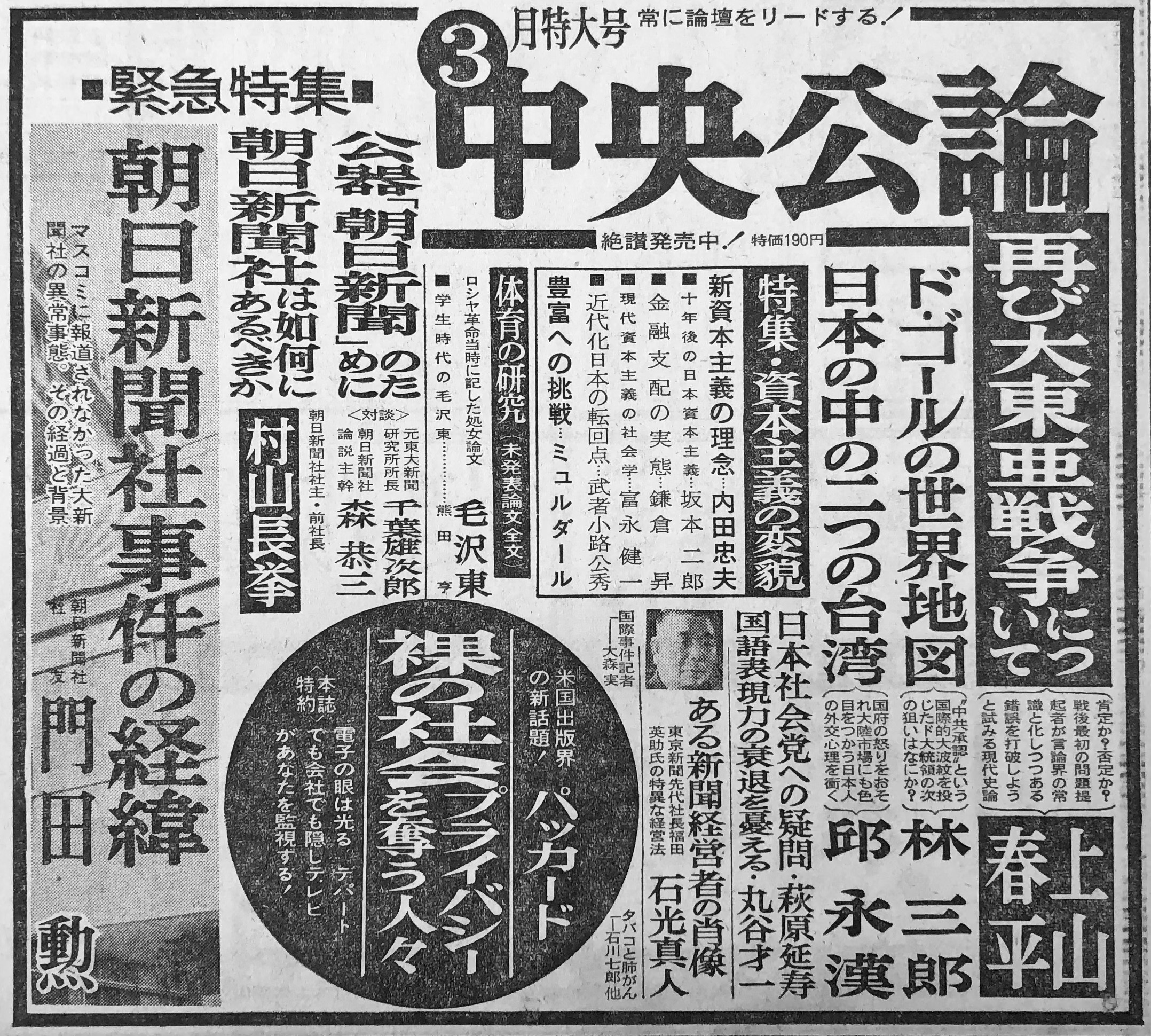
《 주오코론 》 1964년 3월호

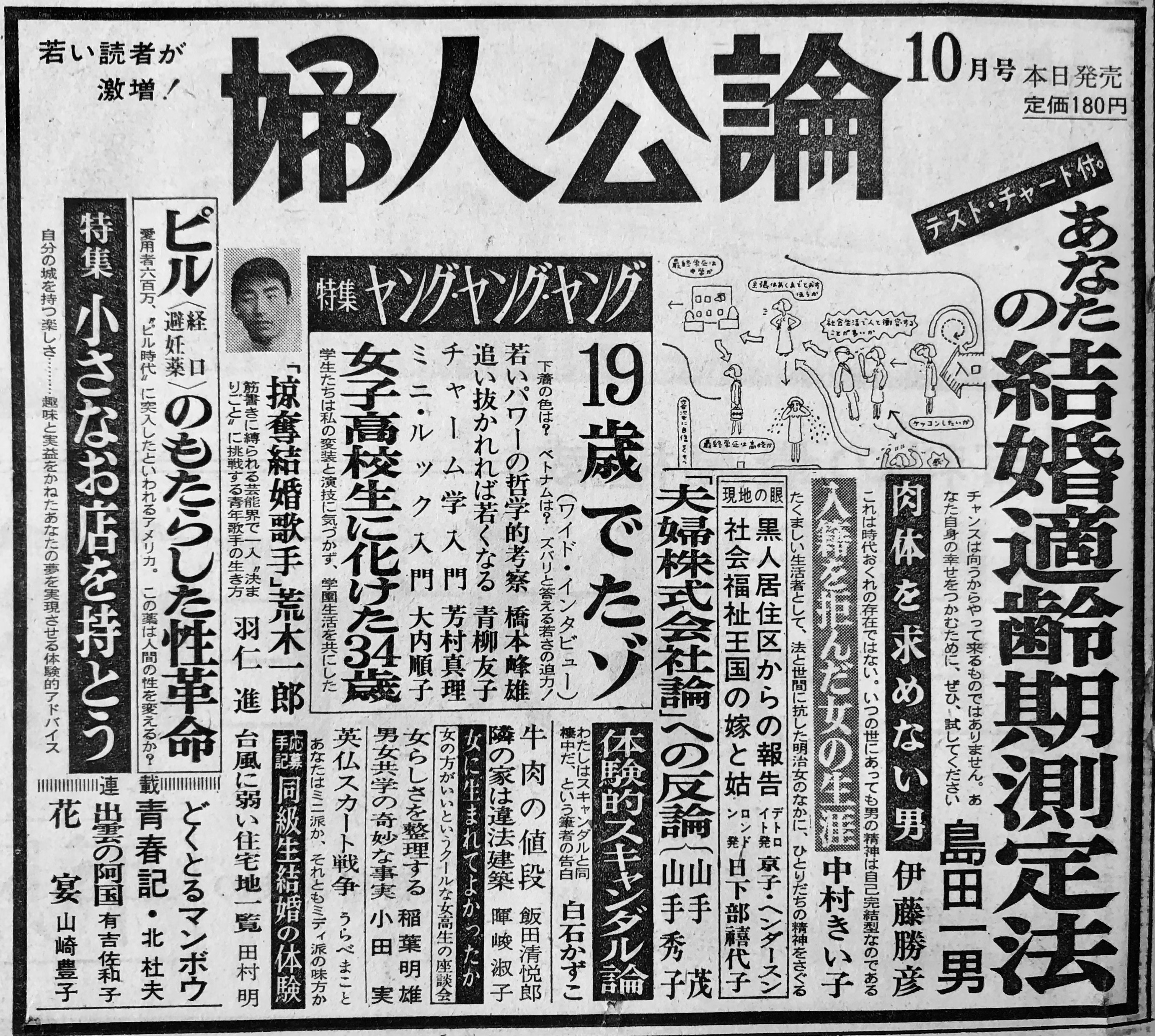
《 부인공론 》 1967년 10월호

일반용
- 주오코론
- 부인공론
- 주간공론
1959년 10월 창간(1959년 11월 3일호), 1961년 8월 종간.

요미우리 위클리 등 일부 출판물은 이적하지 않고 계속 요미우리신문사(요미우리신문 도쿄 본사)에서 발행되었다. 「요미우리 위클리」는 2008년 12월 1일 발행분을 마지막으로 휴간 되었는데, 일부 서적 및 요미우리 신문 축쇄판(주로 업무·도서관용)은 현재도 요미우리 신문사에서 출판되고 있다.
회원용
- Marie Claire Style
단독으로 발매하지 않고, 2012년 7월 26일 이후 요미우리 신문을 정기 구독하는 가정에 특전으로 월 1~2회 무료 제공되고 있다.

## 라벨
- 주코 신서(中公新書)
1962년에 창간. 다른 신서에 비해 학술서로서의 성격이 강하다.

- 주코 총서
1967년 1월에 창간. 소프트 커버. 46판. 부정기 간행. 타사를 포함해 문고 재간된 서목도 많다. 일반용 학술서를 중심으로 하고 있는 점에서는 중공 신서와 컨셉을 공유하고 있지만, 신서보다 비교적 분량이 많은 저작이 중심이며, 신서로서 기획된 것이 페이지수의 증가로 서서에서의 간행으로 변경되거나 신서에서 간행된 서목의 속편이 총서로 간행된 예도 있다.[주 1].
- 주코 선서(中公選書)
2011년에 창간. 소프트 커버. 사육판.
- 주코 문고
1973년에 창간되었다. 학술서로 초쇄·수판만으로 품절절판(불교 관련,동양학, 근대일본 외)가 상당수 있고, 고서가의 책도 많다.
- C★NOVELS
1982년 11월에 창간. 소프트 커버. 대중문학, 가공전기 등을 수록한다. 또 「C★NOVELS Fantasia」에서는 여성용 판타지, 라이트 노벨즈를 수록한다.
2014년, '茅田砂胡 프로젝트'가 발족하였다.[2].
문예 라벨로는 "novella*1200"가 있다.
- 주코 신서 라크레
2001년 3월에 창간. 소프트 커버. '라클레'(La Clef)는 프랑스어로 '열쇠'라는 뜻이다. 주코 신서의 약간 가벼운 자매 책으로, 「주코신쇼의 동생인 신서 라벨」이라고 자칭하고 있다.[3] 2011년 11월, 통권 400점 달성을 계기로, 커버·띠가 일신되었다.
《요미우리 신문》에 게재된 기사를 새롭게 책으로 만든 것이 많다.
- 주코 문고 BIBLIO
2001년에 창간. 학술계의 문고 라벨로, 2020년 현재 간행 중지하였다.[4] 중공문고 프리미엄이 사실상 이어졌다.
- 주코 클래식
2001년 봄 창간, 2019년 가을 휴간. 고전·명저를 개정한 신서판, 당초는 매월 간행이었지만 후반은 부정기간행이었다.

## 유명한 간행물
- 《세계의 역사》, 《일본의 역사》
1960년대에 간행된 각 분야의 전문가에 의한 본격적인 개설서 시리즈. 당초 창간에는 미야와키 슌조가 관여하고 있었다. 《일본의 역사》는 반세기 이상을 거쳐 문고 신판으로 중쇄하였다.
90년대 중반에, 새로운 세대의 전문가에 의한 「세계의 역사」(전 30권)가 간행. 2008년 1월부터 2010년 6월에 걸쳐 문고 로 재간행되었다.
- 《세계의 명저》, 《일본의 명저》
《세계의 명저》는 1966년부터 1976년에 걸쳐 총 81권(제1기：전 66권, 제2기：전 15권)이, 《일본의 명저》는 1969년부터 1982년에 걸쳐 전 50권이 간행되었다. 2001년 4월부터 개정판(신서판)이, 주코 클래식스로 간행중이다.
- 「세계의 문학」, 「일본의 문학」
1960년대에 간행. '세계의 문학'은 전 54권이, '일본의 문학'은 전 80권이 간행되었다.
- 《대승 불전 인도편》, 《대승불전 중국・일본편》
1974년부터 1996년에 걸쳐 간행. 창업시는 불교계 출판사였기 때문에 오늘도 불교 관련 서적을 많이 간행하고 있다.
인도편은 주코문고에서 재간행되었다. 1,600~2,000엔의 고가이다.
- 《일본 그림책 대성(정·속)》(日本絵巻大成（正・続）)
고마쓰 시게미(小松茂美) 감수를 중심으로 간행. 보급판으로 '일본의 그림책(정·속)'이 있다.
이 밖에 미술 관련 서적으로는 '문인 화수편'(文人画粋編), '일본의 도자기' 등 다수가 보급판으로도 간행되었다.

### 내용주
1. ↑   이러한 예로 주코총서로 간행된 小川浩之 《英連邦》（2012年）은 당초 신서로 기획된 것이 총서로 간행하는 것으로 변경되었다. 같은 책, "후기" pp.261-262. 또, 주코 신서로 간행된 아마노 이쿠오 「대학의 탄생」(상하, 2009년)의 속편인 「고등 교육의 시대」(상하, 2013년)도 분량관계로 신서가 아닌 주코 총서로 간행되었다. 《고등교육의 시대》(하) '후기' p.404.